# 疲劳性骨折
疲劳性骨折（英語：fatigue fracture）又称应力性骨折（stress fracture），是由于长期、反复、较轻微的应力（例如腿或踝持续负重）集中作用于骨骼的某一部位，导致骨骼断裂；疲劳性骨折常为不完全骨折，骨头上只有小裂痕，但也可为完全断裂的骨折。常发生于胫骨、跖骨，以及相对少见的股骨、桡骨。
疲劳性骨折是一种常见的运动伤，在运动员中常有发生。由于疲劳性骨折常为骨骼上非常细小的裂缝或破碎，在X光检查中通常不易看出，因此容易被漏诊或误诊。一般通过CT扫描、核磁共振成像或骨扫描对其确诊。